# Union sportive de Témara
Maillots
L'Union sportive Témara (en arabe : الاتحاد الرياضي لتمارة), plus couramment abrégé en US Témara, est un club marocain de football fondé en 1969 et basé dans la ville de Témara. 
Le club évolue aen championnat du Maroc D3.

## Palmarès
Palmarès de la 2e équipe
| Compétitions nationales                   |
| - Challenge Espoir (1) - Vainqueur : 2014 |

## Personnalités liées au club

### Entraîneurs
Le premier entraîneur de l'UST et le créateur du club est Mohammed Tibari, l'un des plus célèbres entraîneurs au Maroc et un des hommes les plus connus à Temara pour sa passion du foot. Il a créé et entraîné l'équipe pour de longues années.